# ولسوالی اسلام قلعه
ولسوالی خواجه سبزپوش  یکی از ولسوالی های ولایت فاریاب  است.